# Сорокина, Валентина Мефодьевна
Валентина Мефодьевна Сорокина (род. 9 апреля 1940, Уфа, Башкирская АССР, РСФСР, СССР) — российский искусствовед, Заслуженный работник культуры РФ (2012), РБ (1995), лауреат премии имени П. М. Третьякова. Хранитель коллекции «Живопись» Башкирского государственного художественного музея им. М. В. Нестерова, автор монографических изданий о творчестве художников Башкирии, многочисленных публикаций в энциклопедиях и прессе.

## Биография
Сорокина Валентина Мефодьевна родилась 9 апреля 1940 года в Уфе в рабочей семье. Мать, Зоя Дмитриевна Треньхина (Теребилова) юной девушкой уехала из деревни на строительство Магнитогорского металлургического комбината. На стройке встретила будущего мужа, Мефодия Артемьевича Теребилова. Он и увез жену в Уфу. Там семья жила, воспитывая двоих детей: Юрия и Валентину. Сам отец, Теребилов Мефодий Артемьевич, родом с Украины. Его семья была раскулачена и переехала жить в Белебей (Башкортостан). В Белебее он устроился работать закупщиком в Торгсин. Ездил по деревням, меняя вещи и продукты на золото и драгоценности. Родители поселились в Уфе на Цэсовской горе (ул. Ш. Руставели) в разгар строительства новой промзоны. Мефодий Артемьевич в 1940 году воевал на Советско-финской войне, потом на фронтах Великой Отечественной войны. Почти 10 лет дети росли без отца.
В 1960-е годы, после окончания школы, Валентина Мефодьевна работала преподавателем в открывшейся в Уфе Детской художественной школе № 1 им. А. Кузнецова. Преподавала Историю искусств. Потом, до 1967 года, училась на факультете теории и истории искусства Ленинградского института живописи, скульптуры и архитектуры им. И. Е. Репина (ныне — Санкт-Петербургский государственный академический).
С 1968 года работает Главным хранителем Башкирского государственного художественного музея им. М. В. Нестерова. С 2010 года — заместитель директора музея по учётно-хранительской работе.
В настоящее время живёт и работает в г. Уфе. Искусствовед. Заслуженный работник культуры РБ (1995).
Член СХ СССР (РФ) с 1989 года. Член научно-редакционного совета научного издательства «Башкирская энциклопедия».
Брат Валентины Мефодьевны, Ракша, Юрий Михайлович (Теребилов) (02.12.1937 — 01.09.1980) — известный советский живописец.

## Профессиональная деятельность

### Выставки
С 1974 года — участник республиканских, зональных, региональных и всероссийских выставок (в разделе «Искусствознание»).

## Основные работы
Валентина Мефодьевна — автор более 150 научных работ, включая альбомы и каталоги выставок.
- Художники Республики Башкортостан : альбом-каталог / М-во культуры Республики Башкортостан, Региональное отд-ние Всероссийской творческой общественной организации «Союз художников России» Республики Башкортостан, Башкирский гос. художественный музей им. М. В. Нестерова; [сост. кат. В. М. Сорокина, М. О. Садыкова; пер. на англ. яз. В. Л. Левитин, пер. на баш. яз. М. С. Аминова]. — Изд. 2-е, доп. — Уфа : Автор, 2011. — 375 с. : ил., портр., цв. ил.; 25 см. ISBN 978-5-9902383-3-6
- Сорокина В. М. Далёкие мечты осуществились // Мир музея, 2002. — № 5 (Сентябрь-октябрь). — С. 14-23 (с воспр.).
- Сорокина В. М., Игнатенко С. В. Музей на реке Белой // Государственная Третьяковская галерея, 2007. — № 3. — С. 4-15 (с воспр.). — Текст парал.: рус., англ.
- Михаил Васильевич Нестеров. Коллекция музея: Справочное издание / Авт.-сост. В. М. Сорокина. — Л.: Иван Фёдоров, 1997. — 40 с.
- Буклеты о творчестве художников БАССР Б. Домашникова, Т. Нечаевой, С. Тавасиева, р. Нурмухаметова, К Девлеткильдеева.
- Вступительная статья и каталог республиканской выставки-конкурса, посвящённой 200-летию Победы в Великой Отечественной войне 1812 года. Уфа: Автор, 2012.
- Вступительная статья и каталог республиканской выставки «Современное изобразительное искусство Республики Башкортостан» (в рамках дней культуры РБ в Москве). — Уфа: Автор-проект, 2012.
- Вступительная статья и каталог республиканской выставки, посвящённой III Всемирному курултаю башкир. — Уфа: Автор-проект, 2011.
- Художники Республики Башкортостан: Альбом-каталог/ Вступительная статья В. М. Сорокиной. Сост. кат.: В. М. Сорокина, М. О. Садыкова. — Издание второе дополненное. — Уфа: Автор-проект, 2011. (Первое издание вышло в 2009 году к 75-летию Союза художников республики).
- Вступительная статья и каталог республиканской выставки-конкурса, посвящённой 65-летию Победы в Великой Отечественной войне

1941—1945 гг. — Уфа: Автор-проект, 2010.
- Вступительная статья и каталог республиканской открытой гала-выставки «Акварельная весна». — Уфа: Инеш, 2005.
- Сосланбек Тавасиев. Монография. — Уфа: Китап, 2004.
- Салават Юлаев. Энциклопедия. — Раздел «Изобразительное искусство». — Уфа: Башкирская энциклопедия, 2004.
- Александр Бурзянцев. Монография. — Уфа: Слово, 1998.
- Михаил Васильевич Нестеров. Каталог музейного собрания с вступительной статьёй. — Уфа: Слово, 1997.
- Борис Фёдорович Домашников. Альбом-каталог с вступительной статьёй. — Уфа: Слово, 1994.
- Рашид Нурмухаметов. Монография. — Уфа: Китап, 1986.
- Тамара Павловна Нечаева. Альбом-каталог с вступительной статьёй. — Уфа: Китап, 1984.
- Адия Хабибулловна Ситдикова. Альбом-каталог с вступительной статьёй. — Уфа: Китап, 1981.